# Pointe de Méan Martin
Pointe de Méan Martin – szczyt w Alpach Graickich, części Alp Zachodnich. Leży we wschodniej Francji w regionie Owernia-Rodan-Alpy. Należy do masywu Vanoise. Szczyt można zdobyć ze schroniska Refuge du Fond des Fours (2537 m). Należy do Parku Narodowego Vanoise.